# Ögmundur Kristinsson
Ögmundur Kristinsson est un footballeur islandais né le 19 juin 1989 qui évolue au poste de gardien de but à l'AE Kephissia.

## Biographie
Ögmundur Kristinsson connaît des débuts précoces, puisqu'il inaugure son premier match professionnel en 1. deild karla à même pas 17 ans, en 2006. Fram remonte en première division à l'issue de cette saison 2006.
S'il est d'abord la doublure de Hannes Þór Halldórsson au sein du club de Reykjavik, il devient titulaire à l'orée de la saison 2011, après le départ de ce dernier pour le KR. En 2014, il quitte l'Úrvalsdeild pour la première fois en s'engageant avec le club danois du Randers FC.
En juin 2015, le club d'Hammarby, basé à Stockholm et qui évolue en Allsvenskan, officialise l'arrivée d'Ögmundur dans ses rangs, à la suite du départ de Johannes Hopf. Le transfert prendra effet le 15 juillet, date de l'ouverture du marché des transferts.
Parallèlement au football, Ögmundur dispose d'un diplôme de droit, domaine qui l'intéresse beaucoup.
Il a pour modèle Peter Schmeichel, et est fan de Manchester United.

## Sélection islandaise
Après quelques sélections chez les jeunes, Ögmundur Kristinsson obtient sa première cape avec l'Islande lors d'un match amical face à l'Estonie le 4 juin 2014. Il remplace à cette occasion Gunnleifur Gunnleifsson, de 15 ans son aîné. Kristinsson est par la suite sélectionné par l'entraîneur Lars Lagerback pour faire partie des 23 joueurs participant à l'Euro 2016. Lors du tournoi en France, il participe à la compétition avec son équipe nationale, l'aventure s'arrête en quart de finale lorsque l'Islande perd contre l'équipe de France (2-5). 

## Palmarès
- Fram
  - 1 Coupe d'Islande en 2013